# 이기 (성한)
이기(李期, 312년 ~ 338년, 재위：334년 ~ 338년)는 오호십육국 시대 성한(成漢)의 3대 황제이다. 자는 세운(世運)이고, 시호는 유공(幽公)이다.

## 생애
이기는 이웅(李雄)의 넷째 아들이다. 형인 이월과 함께 반정을 일으켜 이반(李班)을 죽였다. 이월은 이기가 재능이 뛰어나다고 하여 황제로 옹립하였다.
이기는 자파 세력으로 국정을 운영하고 상벌을 가볍게 여겨 국가의 기강이 문란해지고 국력이 점차 쇠퇴하였다. 즉위 초에 이기는 명망이 높았던 대장군 이수(李壽)를 경계하여 양주자사(梁州刺史)로 삼아 북쪽 변경으로 쫓아내었으며, 폭정을 자행하여 신하들이 두려워 하였다.
338년에 이수가 모반을 획책하자 이를 경계하여 첩자를 파견하고 이수의 일파를 처형하였다. 이에 이수가 거병하여 성도(成都)로 접근하였으나 이기는 대비를 하지 않아 결국 성도가 함락되었다.
처음에 이수는 이기의 황위를 존중하여 이기의 도당을 처형하는 것도 이기에게 표문을 올리고 행하였으나 곧 태후 임씨(任氏)의 명을 빙자하여 이기를 폐위하였고 공도현공(邛都縣公)에 봉해진 이기는 5월에 스스로 목을 매고 자살하였다.
《자치통감(資治通鑒)》은 이기의 사망을 338년 5월로 기록하고 있으나 《진서(晉書)》 〈재기(載記)〉에는 337년으로 기록되어 있다.
| 전 대 이반(李班) | 제3대 성한 황제 334년 ~ 338년 | 후 대 이수(李壽) |